# А209.50 Saturn
МТК А209.50 Saturn — 19 місний туристичний автобус категорії М2 класу В за ДСТУ UN/ECE R 52-01, виготовлений на базі суцільнометалевого Mercedes-Benz Sprinter 515 CDI.
Всього виготовлено 41 автобус А209.50 Saturn.
В 2019 році дебютував АТ A211.50 створений на основі нового Мерседес Спринтер (W907).

## Опис
Ідея виробництва автобуса на базі Mercedes-Benz Sprinter 515 виникла ще в 2007 році, але патент на виробництво був отриманий тільки в 2010-му.
Базова комплектація: — 19 м'яких сидінь для пасажирів — оббивка салону — тканина — аварійно-вентиляційний люк з травмобезпечного скла — багажні полиці з обох сторін салону — поручні — підготовка для встановлення аудіосистеми — система освітлення салону — панорамні вікна — багажне відділення — 1.5 м3 — вхідна підніжка з електроприводом. Вартість 69 047 Євро.

## Двигун
| Модель   | Маркування двигуна | Циліндри | Об'єм    | Потужність                        | Крутний момент             | Викиди СО2        |
| -------- | ------------------ | -------- | -------- | --------------------------------- | -------------------------- | ----------------- |
| Дизельні |                    |          |          |                                   |                            |                   |
| 515 CDI  | OM 646 DE22LA      | 4 в ряд  | 2148 см³ | 150 к.с. (110 кВт) при 3800 об/хв | 330 Нм при 1200–2400 об/хв | Євро-3 або Євро-4 |
| 316 CDI  | OM 646 DE22LA      | 4 в ряд  | 2148 см³ | 163 к.с. (120 кВт) при 3800 об/хв | 360 Нм при 1400–2400 об/хв |                   |

## Модифікації
- МТК А209.20 Saturn — автобус на базі Mercedes-Benz 316CDI (W906)
- МТК А209.25 Saturn — автобус на базі Mercedes-Benz 316CDI KA (W906)
- МТК А209.29 — автобус на базі Mercedes-Benz Sprinter (W906)
- АТ А209.30 — автобус на базі Mercedes-Benz 316CDI (W906)
- МТК А209.35 Saturn — автобус на базі Mercedes-Benz Sprinter (W906)
- МТК А209.39 — автобус на базі Mercedes-Benz 313CDI/316CDI (W906)
- МТК А209.50 Saturn — автобус на базі Mercedes-Benz 515CDI/518CDI (W906)
- АТ A210.52 — автобус на базі Peugeot Boxer
- АТ A210.58 — автобус на базі Peugeot Boxer
- АТ A211.50 — автобус на базі Mercedes-Benz 515CDI/518CDI (W907)